# Zarechni (Beloréchensk)
Zarechni (del ruso: Заречный) es un posiólok del territorio administrativo de la ciudad de Beloréchensk del krai de Krasnodar, en Rusia. Se sitúa entre la orilla derecha del río Psheja, tributario por la izquierda del Bélaya (afluente del río Kubán), y la izquierda del Bélaya, 3 km al oeste de Beloréchensk y 75 km al sureste de Krasnodar, la capital del krai. Tenía 1 740 habitantes (2011).
Pertenece al municipio Yúzhnenskoye, que constituye un municipio rural dentro de la administración de la ciudad de Beloréchensk.